# Sarah Jane Woodson Early
Sarah Jane Woodson Early, nascuda amb el nom de Sarah Jane Woodson (15 de novembre de 1825 al comtat de Ross, Ohio – August 1907), fou una professora, nacionalista negre, activista del moviment per la temprança i escriptora afroamericana estatunidenca. Es va llicenciar a l'Oberlin College abans de ser contractada per la Universitat de Wilberforce el 1858, cosa que en va fer la primera afroamericana professora d'universitat i la primera afroamericana a ensenyar a una universitat negra (HBCU).
També fou professora durant molts anys a escoles comunitàries. El 1868 es va casar amb Jordan Winston Early. Entre el 1882 i el 1892 fou superintendent de la divisió negra de la Women's Christian Temperance Union (WCTU) i va donar més de cent conferències en cinc estats. Va escriure una biografia sobre el seu marit, que s'havia emancipat de l'esclavitud. Aquesta obra s'inclou entre les narratives d'esclaus de la post-guerra.

## Infància, joventut i educació
Sarah Jane Woodson, la cinquena filla de Jemina (Riddle) i Thomas Woodson, va néixer el 15 de novembre de 1825 a Chillicothe, Ohio. La família s'havia mudat a l'estat lliure d'Ohio després que el pare va comprar la llibertat de tota la família per 900 $. Van deixar el Comtat de Greenbriar de Virginia, on eren una de les dues famílies negres lliures de tot el comtat.
Els seus pares van fundar la primera església metodista a l'oest de les muntanyes Alleghenies. El 1830 els Woodsons foren un dels fundadors de la comunitat agrària negra Berlin Crossroads. En aquesta comunitat a la dècada de 1840 hi vivien dues dotzenes de famílies que van establir una escola, botigues i esglésies. Els seus pares i germans grans van ser nacionalistes negres, cosa que influenciaria en les activitats de Sarah quan va ser adulta. A més, Berlín Crossroads era un punt important del Ferrocarril Subterrani. Els Woodson van obrir la seva llar a molts esclaus fugitius.
El seu pare creia que era el fill més gran de Sally Hemings i el President Thomas Jefferson; aquesta tradició va esdevenir part de la història oral de la família. Segons historiadors professionals, no hi ha cap prova històrica sobre això. El 1998 es van fer estudis de DNA per determinar els descendents de Jefferson i les línies masculines Woodson no van mostrar cap relació amb la família Jefferson, ja que no tenia cap mostra de paternitat d'origen europeu. Segons historiadors de Monticello no hi ha cap document que doni suport al clam de que era el fill gran de Jefferson.
Sarah va mostrar un gran interès en aprendre des que era molt petita; als cinc anys ja s'havia après molts passatges de la bíblia. El 1839 Sarah es va unir a l'església episcopal metodista africana (AME). Els seus germans, Lewis, Thomas, i John foren ministres de l'església. Els Woodson van donar molta importància a l'educació dels seus fills; Sara Jane i la seva germana Hannah es van matricular a l'Oberlin College el 1852. Sara Jane es va graduar en estudis clàssics el 1856, esdevenint una de les primeres dones negres graduades a una universitat. 

## Carrera professional
Quan es va haver graduat va ensenyar a escoles comunitàries negres d'Ohio i durant molts anys fou la directora de l'escola pública de Ganesville, Ohio. El 1863 va fer conferències després de la proclamació de l'emancipació a la Ohio Colored Teachers Association per urgir els joves negres a participar en les revolucions polítiques i socials Els va animar per seguir carreres d'educació i de ciències per liderar la seva raça.
El 1858 va esdevenir la primera dona negra que era professora d'universitat quan va començar a ensenyar a la Universitat de Wilberforce, a Wilberforce. Allà fou professora d'anglès i llatí. També fou la primera persona negra que va ensenyar a una universitat negra i l'única dona negra que va ensenyar a aquesta xarxa universitària abans de la Guerra Civil dels Estats Units. La Universitat de Wilberforce fou tancada durant dos anys durant la guerra civil per manca de finançament. Va perdre la majoria del seus gairebé 200 estudiants a principi de la guerra, la majoria dels quals eren criolls, fills de plantadors del sud amb mares esclaves.
El 1863 la universitat va reobrir, esdevenint la primera universitat propietat d'afroamericans. El 1866 Sara Jane va tornar a treballar-hi.
Després de la Guerra Civil, el 1868, Woodson va començar ensenyar a una escola nova per noies negres establerta pel Freedmen Bureau de Hillsboro, Carolina del Nord. Encara que milions de negres del sud van mudar-se al nord del país després de la guerra civil per escapar-se de la violència del sud, Woodson va romandre per formar els homes lliures. No fou la única; la majoria dels alumnes d'Oberlin de les dues races van continuar amb la seva tasca perquè eren activistes anti-esclavitud. El 1888, Woodson Early va ser elegida com a superintendent nacional de la Divisió Negra de la Unió de dones cristianes per la Temprança. El 1893, Woodson va parlar al World's Congress of Representative Woen a Chicago. La seva conferència va ser titulada "The Organized Efforts of the Colored Women of the South to Improve Their Condition." Woodson fou una de les cinc dones negres que van parlar en aquest esdeveniment; les altres foren: Fannie Barrera Williams, Anna Julia Cooper, Hallie Quinn Brown, i Fanny Jackson Coppin.
La seva carrera acabà amb la seva mort a l'edat de 82 anys el 15 d'agost de 1907.

## Matrimoni i família
El 24 de setembre de 1868 es va casar amb el reverend Jordan Winston Early, un ministre religiós que s'havia emancipat de l'esclavitud. Sarah i Jordan Early no van tenir fills. El 1888 Jordan Early es va retirar del seu ministeri actiu. Sarah Early ajudada el seu marit en els seus ministeris i ensenyava en escoles comunitàries. Fou mestre unes 4 dècades, ja que creia que l'educació era essencial per l'avançament de la seva raça. Fou directora de grans escoles en quatre ciutats.

## Activitats reformistes
Sarah Early esdevení cada cop més activa en el Moviemnt de les dones cristianes per la temprança. El 1888 va ser elegida com a superintendent nacional de la divisió de dones negres de la Unió de les dones cristianes per la temprança. Early viatjava molt sovint i va donar més de 100 conferències en 5 estats de la seva regió.  Obres
- Conferència de Woodson de 1863 compilada pel bisbe Daniel Payne, ed., The Semi-Centenary and the Retrospection of the African Methodist Episcopal Church, Baltimore: Sherwood, 1868.
- Sarah J. W. Early, The Life and Labors of Rev. J. W. Early, One of the Pioneers of African Methodism in the West and South (1894), una biografia sobre el seu marit. Ha estat classificada com una de les narratives d'esclaus de la post-guerra civil.

## Legat i honors
- 1888, Woodson Early fou superintendent de la Colored Division of the Women's Christian Temperance Union (WCTU).[20]
- 1893, Woodson Early was named "Representative Woman of the Year" a la Fira Mundial de Chicago (World's Columbian Exposition). Segons Findagrave.com Sarah J. W. Early fou enterrada al cementiri de Greenwood, Nashville, TN.[21]